# Дурис (вазописец)
Ду́рис (др.-греч. Δούρις, лат. Douris) — известный древнегреческий вазописец из Афин, творчество которого приходится на середину V в. до н. э.

## Биография
Дурис работал в краснофигурном стиле и расписывал преимущественно сосуды, изготовленные гончаром Пифоном. Дурис славился изображениями батальных сцен и симпосиев. По предварительным подсчетам, вазописцу Дурису принадлежит около двухсот пятидесяти (250) ваз, найденные археологами на начало XXI века, вычищены, склеены из осколков и отреставрированы. Обычно он оставлял собственную подпись на вазах в ранний период творчества. Когда же достиг зрелости и славы как художник, прекратил подписывать собственные произведения. То есть, только пятьдесят ваз имеют подпись Дуриса, остальные — приписывают художнику по стилистическим признакам.
К ранним произведениям мастера относят и килик со сценой оплакивания Мемнона. По сюжету мифа, Мемнон погиб под стенами Трои. Богиня зари Эос нашла тело погибшего сына, чтобы оплакать и отнести в Этиопию.
Килик с фрагментарной сценой симпосия вазописца Дуриса хранит также музей изобразительных искусств имени А. С. Пушкина в Москве.

## Галерея

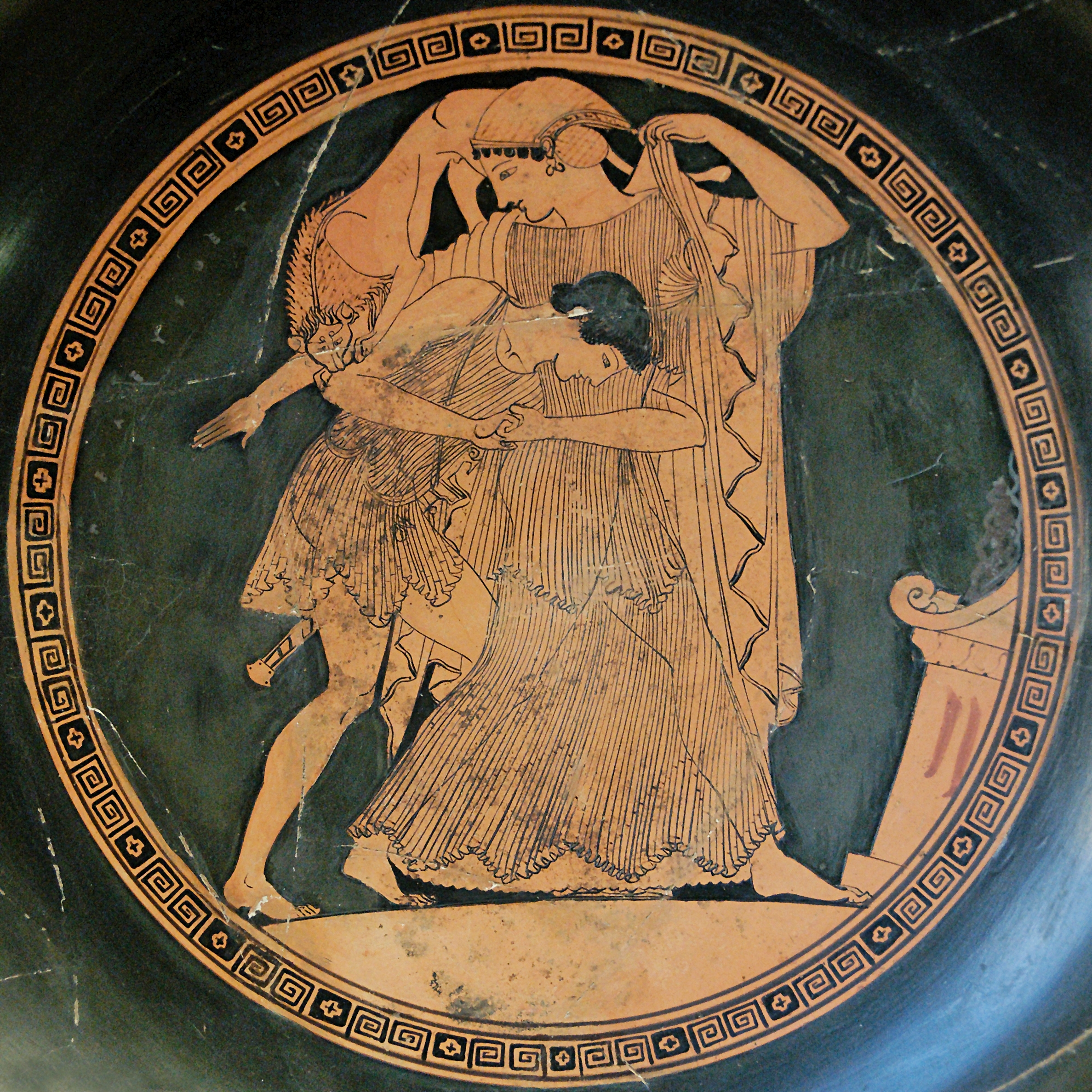
Чаша с изображением Фетиды и Пелея. Ок. 490 г. до н. э., Кабинет медалей, Париж
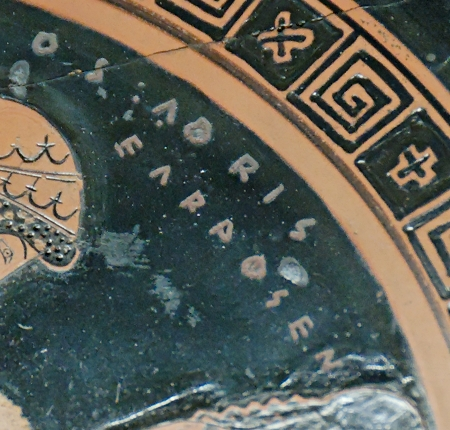
Подпись вазописца Дуриса на чаше. Ок. 490—480 гг. до н. э. Лувр